# Trevor Dunn's Trio-Convulsant
Trevor Dunn's trio-convulsant es un trío de jazz y rock de vanguardia estadounidense, liderado por Trevor Dunn, bajista y uno de los principales compositores de la banda Mr.Bungle (1986-2004). Desde el 2004, lo acompañan Ches Smith en la batería y Mary Halvorson en la guitarra eléctrica.

## Discografía
- 1998 - Debutantes and Centipedes
- 2004 - Sister Phantom Owl Fish
- 2022 - Séances avec Folie à Quatre